# Aemilia tabaconas
Aemilia tabaconas là một loài bướm đêm thuộc phân họ Arctiinae, họ Erebidae.